# Čvrljevo (Unešić)
Čvrljevo falu Horvátországban Šibenik-Knin megyében. Közigazgatásilag Unešićhez tartozik.

## Fekvése
Šibeniktől légvonalban 33, közúton 42 km-re keletre, községközpontjától 12 km-re délkeletre Dalmácia középső részén a Zagorán, a keleti megyehetár közelében fekszik.

## Története
A település középkori történetéről nem sokat tudunk. 1522-ben a török a környező falvakkal együtt elfoglalta és a 17. század végéig uralma alatt maradt. A török uralom idején 1537-től a Klisszai szandzsák része volt. A Zagora területével együtt 1684 és 1699 között a moreiai háború során szabadult fel végleg a török uralom alól. 1686-tól a nevesti plébániához tartozott. Katolikus plébániáját 1730-ban alapították, bár a plébániaház ekkor még Kladnjicén volt. A plébános csak 1762-ben költözött át Čvrljevóba. A település 1797-ben a Velencei Köztársaság megszűnésével a Habsburg Birodalom része lett. 1806-ban Napóleon csapatai foglalták el és 1813-ig francia uralom alatt állt. Napóleon bukása után ismét Habsburg uralom következett, mely az első világháború végéig tartott. A falunak 1857-ben 295, 1910-ben 478 lakosa volt. Az első világháború után rövid ideig az Olasz Királyság, ezután a Szerb-Horvát-Szlovén Királyság, majd Jugoszlávia része lett. A délszláv háború során a település mindvégig horvát kézen volt. 2011-ben 81 lakosa volt.

## Lakosság
| Lakosság változása | Lakosság változása | Lakosság változása | Lakosság változása | Lakosság változása | Lakosság változása | Lakosság változása | Lakosság változása | Lakosság változása | Lakosság változása | Lakosság változása | Lakosság változása | Lakosság változása | Lakosság változása | Lakosság változása | Lakosság változása |
| ------------------ | ------------------ | ------------------ | ------------------ | ------------------ | ------------------ | ------------------ | ------------------ | ------------------ | ------------------ | ------------------ | ------------------ | ------------------ | ------------------ | ------------------ | ------------------ |
| 1857               | 1869               | 1880               | 1890               | 1900               | 1910               | 1921               | 1931               | 1948               | 1953               | 1961               | 1971               | 1981               | 1991               | 2001               | 2011               |
| 295                | 343                | 355                | 344                | 405                | 478                | 467                | 519                | 497                | 484                | 498                | 511                | 332                | 206                | 132                | 81                 |

## Nevezetességei
Jézus Neve tiszteletére szentelt római katolikus plébániatemploma helyén eredetileg fából épített, zsúppal fedett templom állt. Helyette a plébánia alapításával egyidejűleg 1730-ban építették fel az újabb templomot. Építői Giuseppe és Domenico Scotti uradalmi kőműves mesterek voltak. 1902-ben ezt a templomot is lebontották, hogy újabbat építsenek helyette. A régi templomból csak az apszist hagyták meg, mely ma sekrestyeként szolgál. A templom kőből épült, négyszög alaprajzú épület kis négyszögletes apszissal. Homlokzatán a bejárat felett kis kerek ablakocska, efelett az oromzaton pengefalú harangtorony áll, benne három haranggal. Az oldalbejárat felett tympanon látható. A márvány főoltárt 1915-ben építették. A templomot négy szobor díszíti, melyek Szent Paszkált, Szűz Máriát, a Kármelhegyi boldogasszonyt és Jézus szívét ábrázolják. A templomot többször javították. A mellette emelkedő harangtorony 1977-ben épült. A templom mellett található a falu temetője, melyet 1969-ben fallal vettek körül. A temetőkápolna Jézus szíve tiszteletére van szentelve.